# Portlandrozen

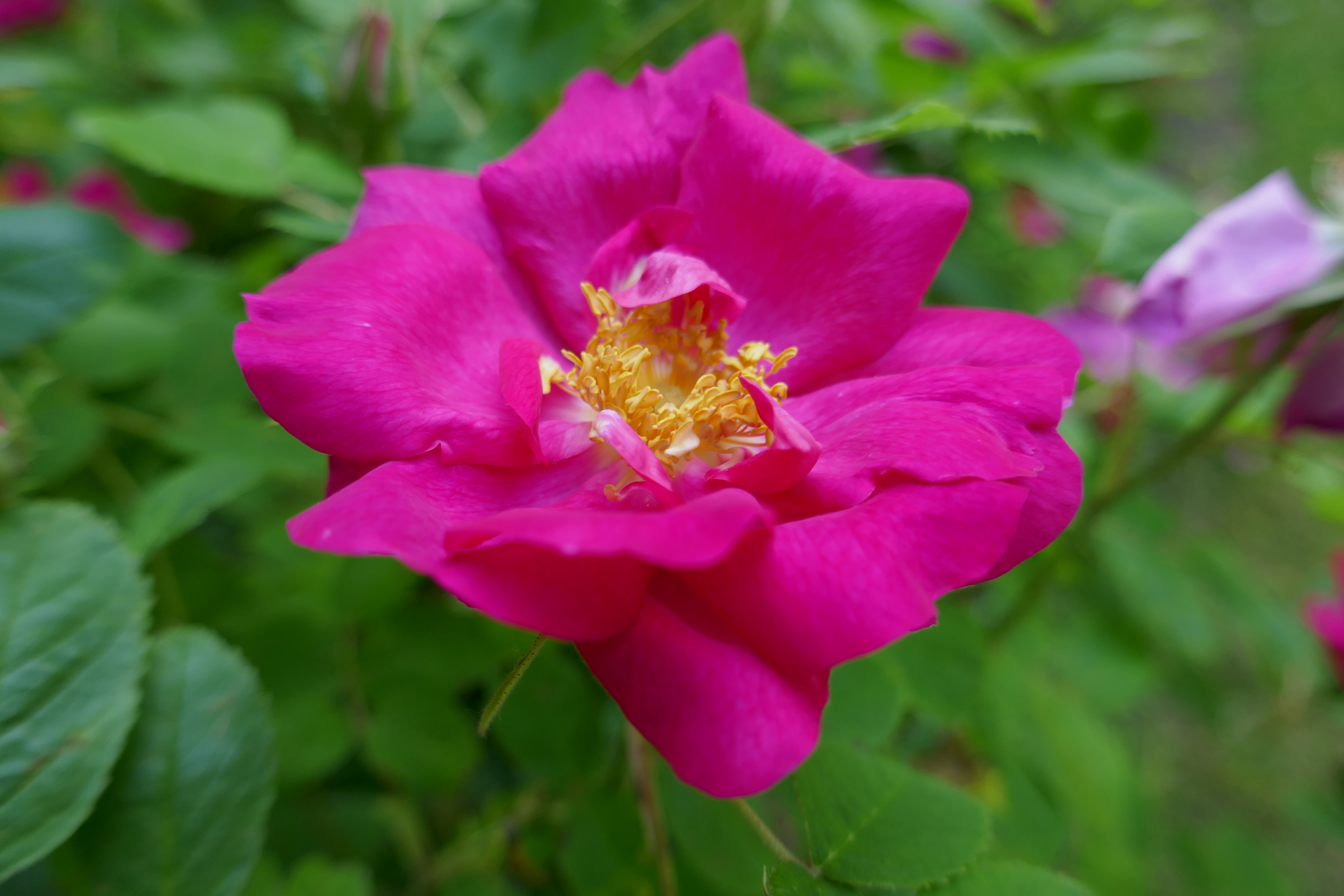
Rosa 'Portlandica', de oorspronkelijke portlandroos

Portlandrozen (Rosa × portlandia) zijn een kleine groep van hybriden die 
afstammen van de oorspronkelijke portlandroos Rosa 'Portlandica'. Het bijzondere aan deze roos ten tijde van haar ontdekking in de late 18e eeuw was de kleur van de bloemen (bijna scharlakenrood) en de herbloei-eigenschap. Lange tijd werd gedacht dat deze roos een hybride was van een damastroos (Rosa damascena) en een China-roos (Rosa chinensis), maar deze aanname is niet correct. De oorspronkelijke portlandroos is nog steeds te vinden in rozentuinen en recente genetische analyses hebben aangetoond dat de deze roos een kruising is tussen de damastroos Rosa damascena bifera (= tweemaal bloeiend) en de gallicaroos Rosa gallica 'Officinalis' (de apothekersroos). 

## Geschiedenis
De oorspronkelijke portlandroos was in Engeland aan het einde van de 18e eeuw en in het begin van de 19e eeuw onder verschillende namen bekend, zoals 'Portlandica', 'Scarlet Four Seasons', 'Paestana' (vernoemd naar de antieke Italiaanse stad Paestum), 'Portland Monthly Crimson Rose' en 'Duchess of Portland'. De naam 'Duchess of Portland' werd postuum gegeven ter ere van de Britse botanicus en natuuronderzoekster Margaret Cavendish Bentinck (1715-1785) die van 1734 tot 1761 hertogin van Portland was en in wier collectie in Bulstrode de roos zich bevond. De exacte herkomst van de roos is niet bekend.
In 1803 (tijdens de Vrede van Amiens) ontving André Dupont, tuinman van keizerin Joséphine, een exemplaar van de roos uit Engeland. In 1809 gaf hij haar de naam 'Rosier de Portland'. Redouté, ook in dienst van keizerin Joséphine, maakte een botanische tekening van de roos die hij in 1817 publiceerde onder de naam 'Le Rosier de Portland'. De speciale eigenschappen van de roos inspireerden de Franse rozenveredelaars van die tijd om deze hybride verder te veredelen, wat resulteerde in de portlandrozen. Ze waren erg populair in de 19e eeuw tot ze werden verdrongen door de bourbonrozen en andere herbloeiende rozen. Aan het einde van de 19e eeuw waren er ongeveer 150 portlandrozen bekend. Slechts een klein aantal daarvan is bewaard gebleven.

## Beschrijving
Portlandrozen zijn lage, compacte struiken met een gemiddelde hoogte van ongeveer 90 centimeter. De bladkleur is grijsgroen. De bloemen zijn halfgevuld of gevuld, geurend en staan op korte stelen. De bloemknoppen zitten diep in de bovenste bladeren van de hoofdtak. Portlandrozen bloeien meerdere keren per jaar, meestal in de zomer en opnieuw in de herfst. De kleur van de bloemen varieert van roze tot rood. Er zijn ook witte en paarse sports, maar gele of oranje portlandrozen bestaan niet.

## Afbeeldingen
De volgende foto's tonen een selectie van de bekendste portlandrozen gesorteerd op het jaar van veredeling:

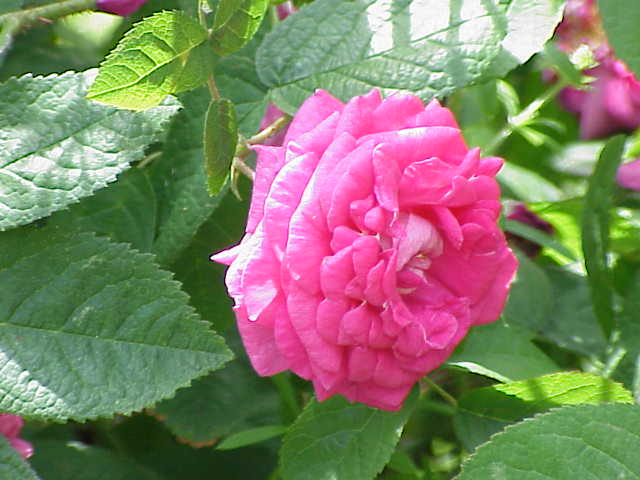
'Rose du Roi' (Comte Lelieur de Ville-sur-Arce, 1812)
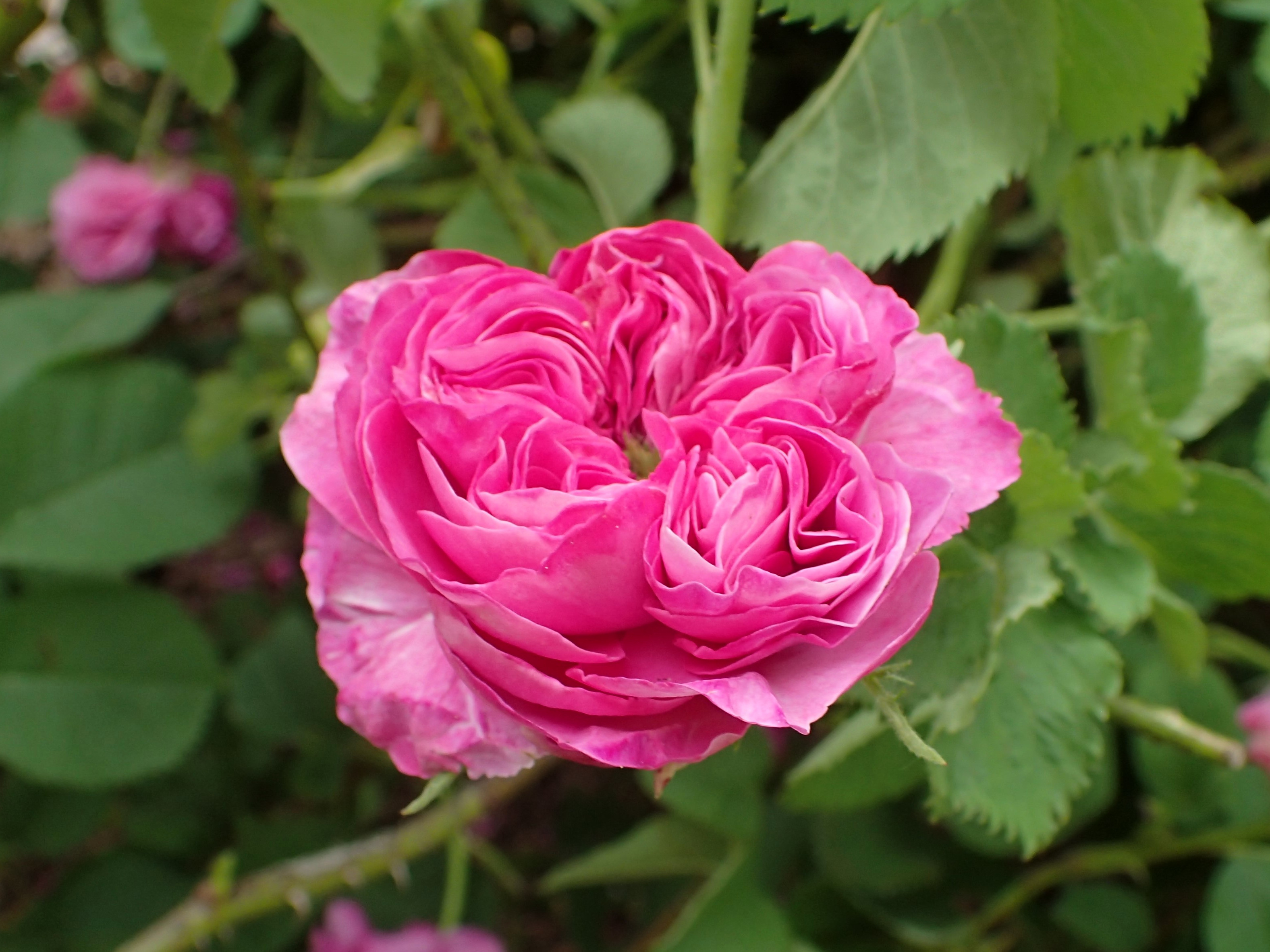
'Jeune Henry' (Jacques-Louis Descemet, voor 1815)
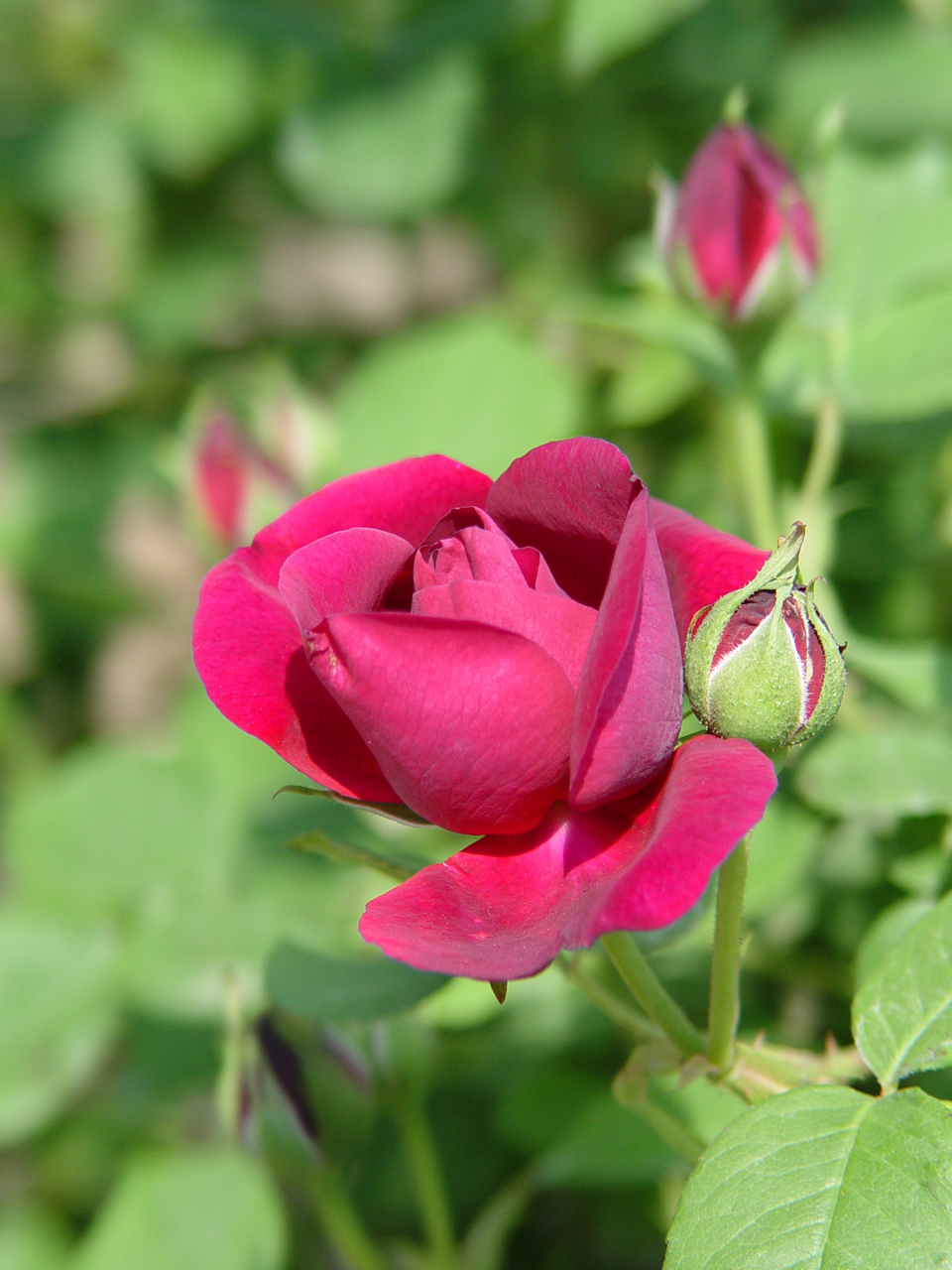
'Rose du Roi à Fleurs Pourpres' (Swales, voor 1830)
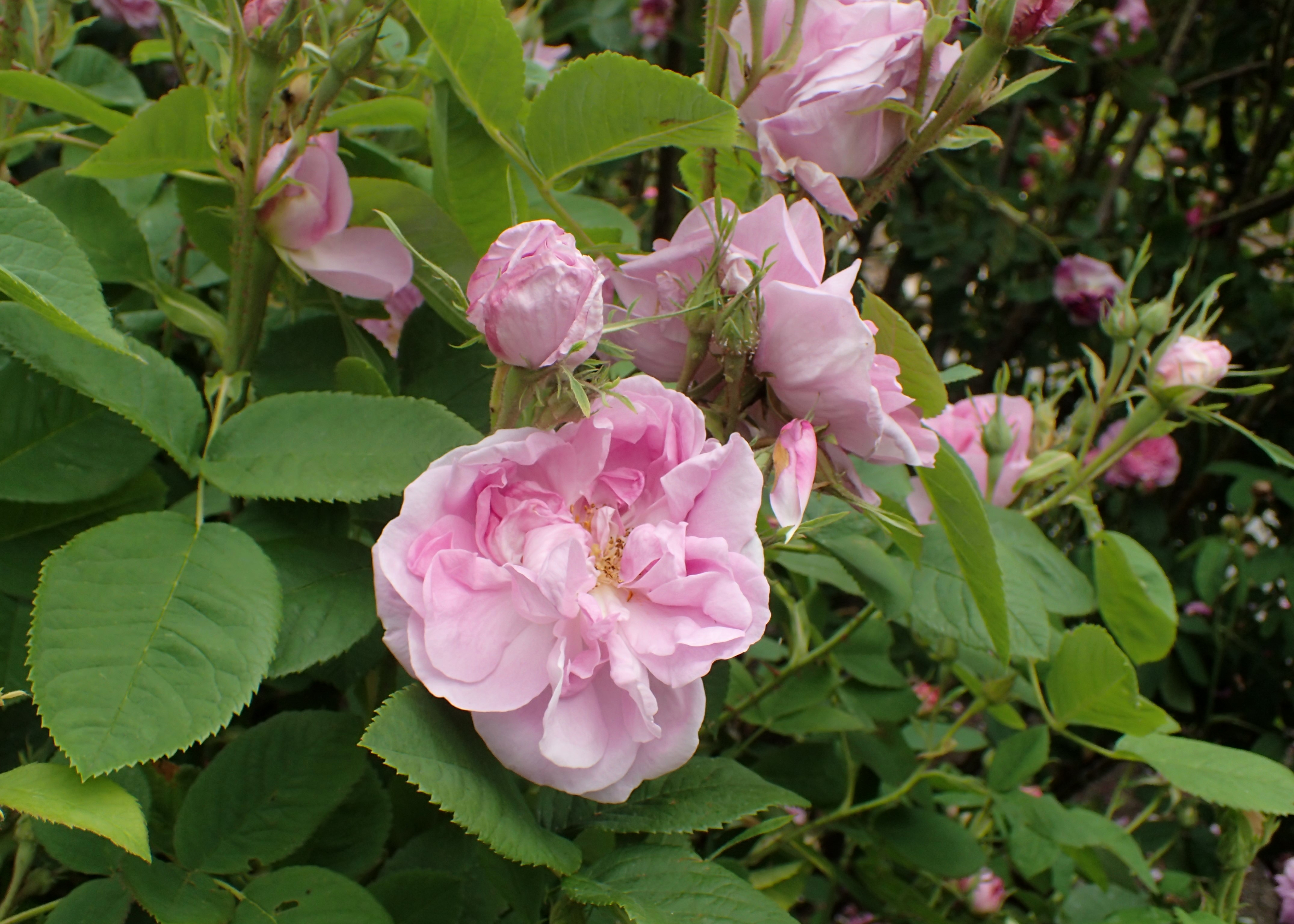
'Bernard' (onbekend, voor 1837)
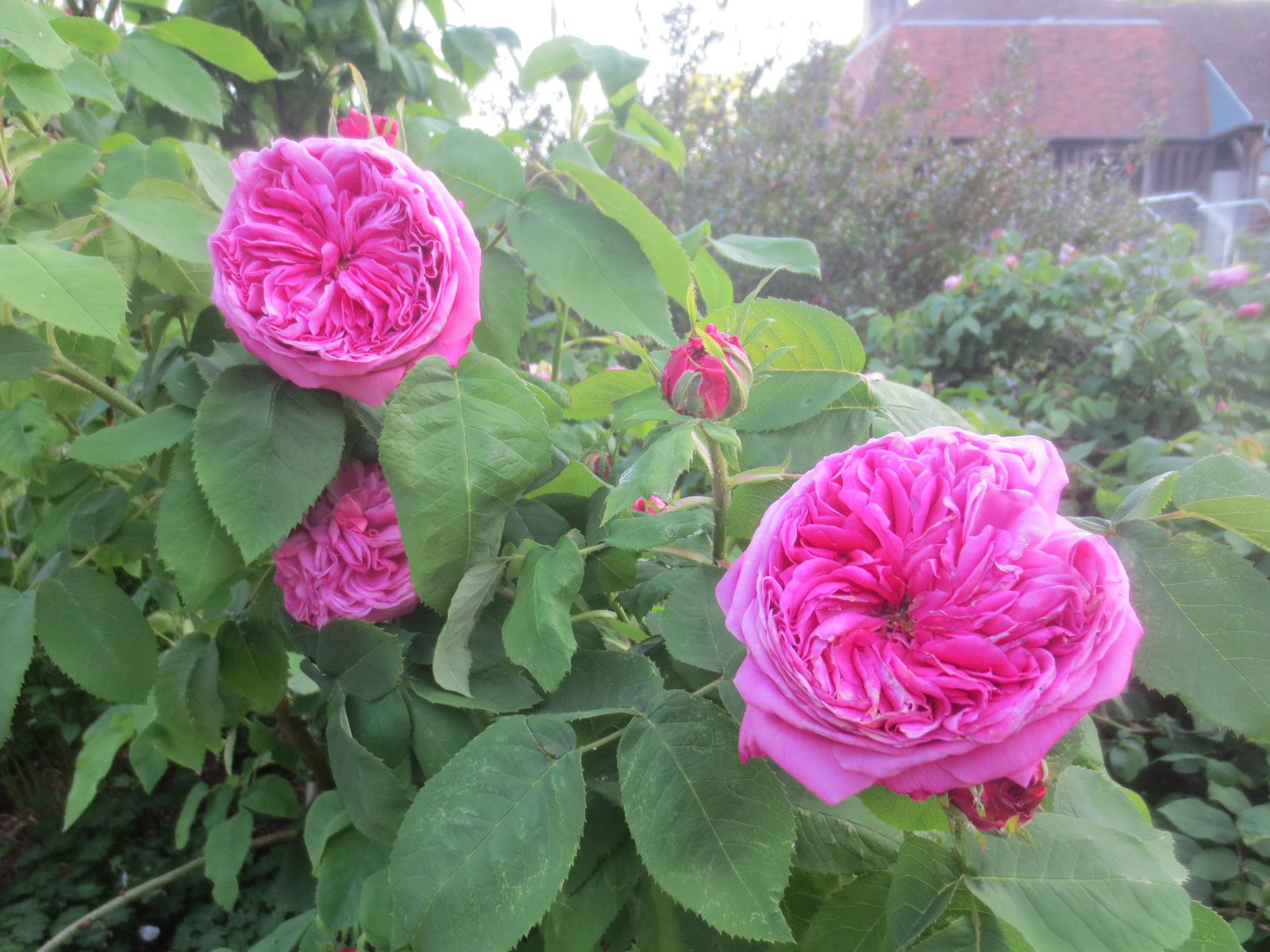
'Yolande d'Aragon' (Vibert, 1843)
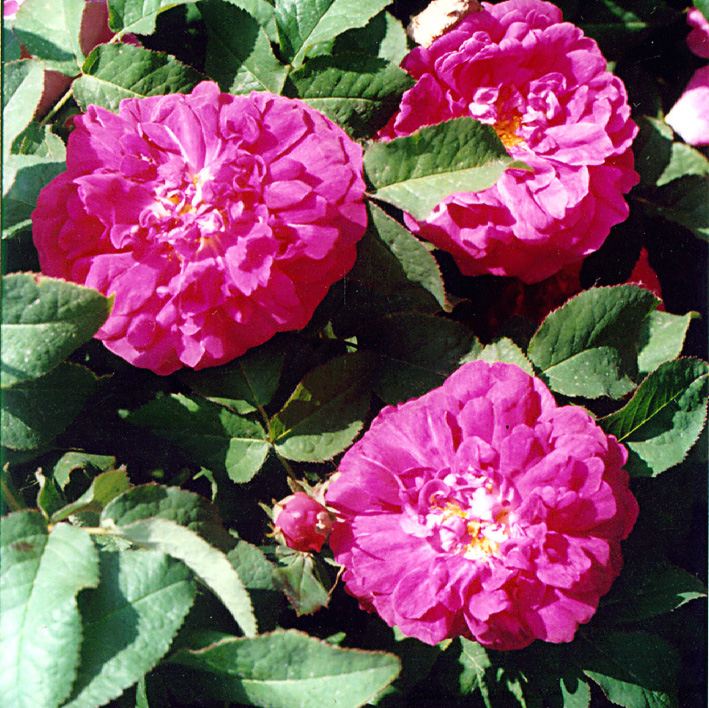
'Indigo' (Jean Laffay, voor 1845)
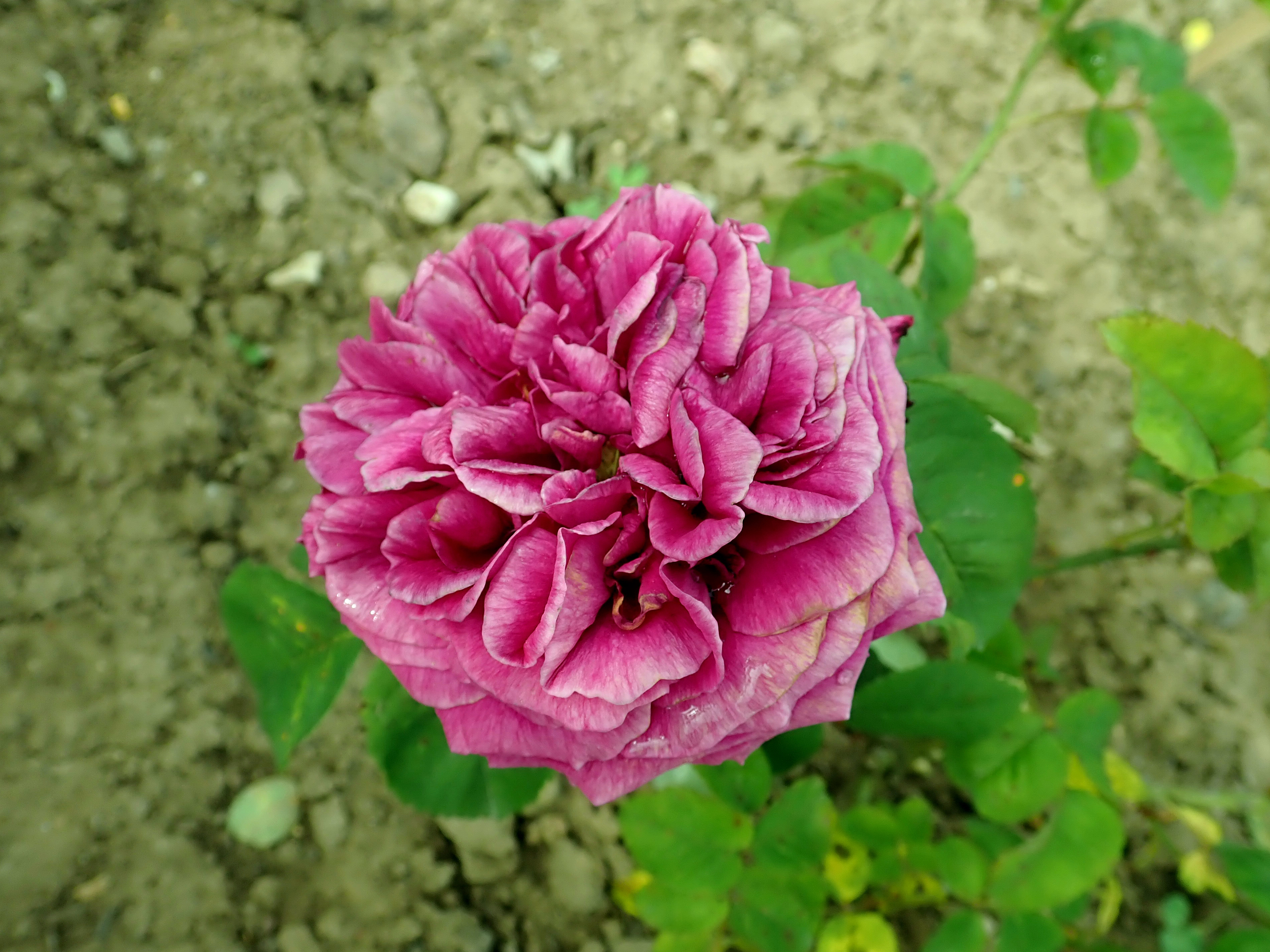
'Joasine Hanet' (Vibert, 1847)
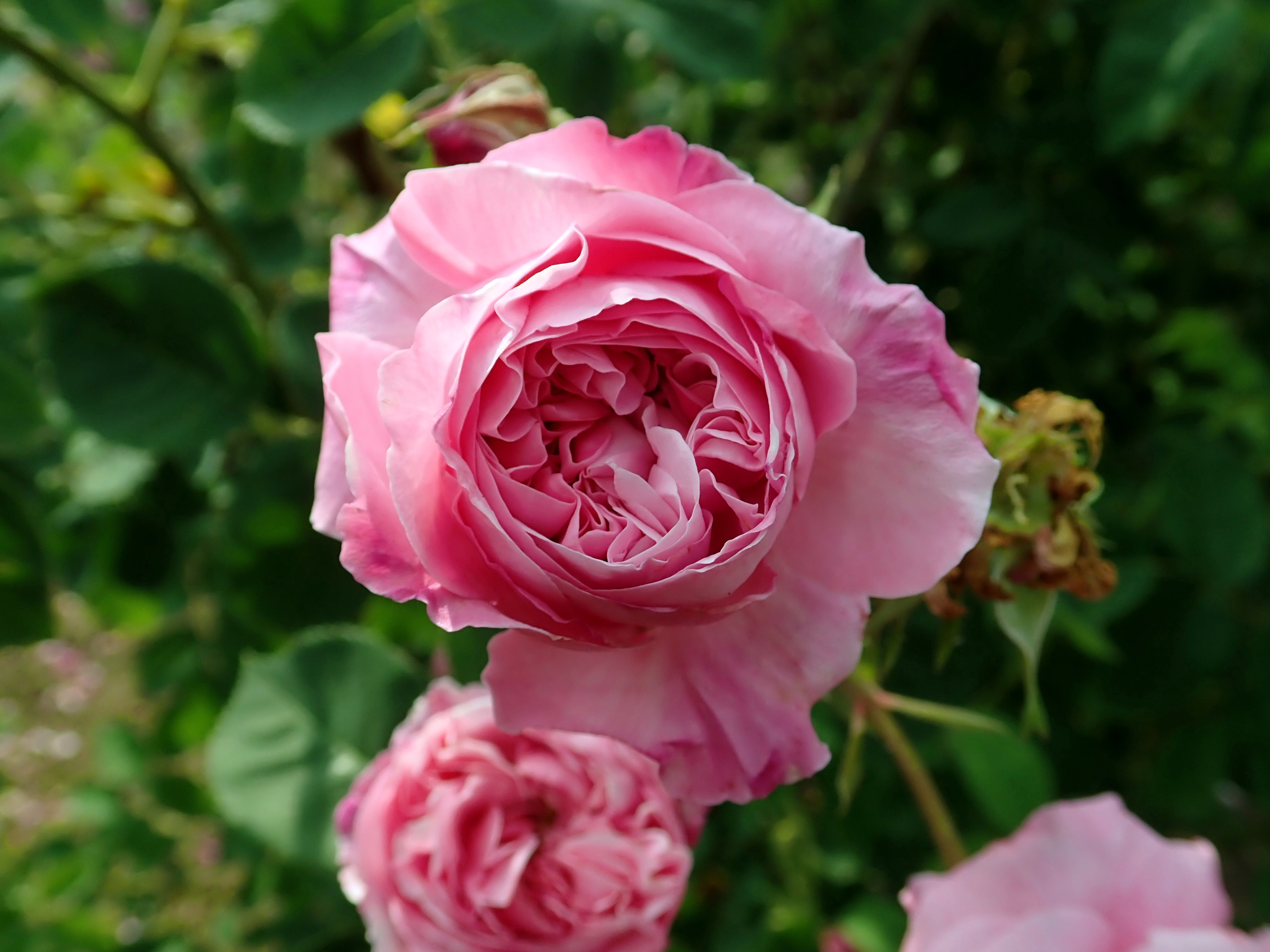
'Victor Parmentier' (Louis-Joseph-Ghislain Parmentier, 1847)
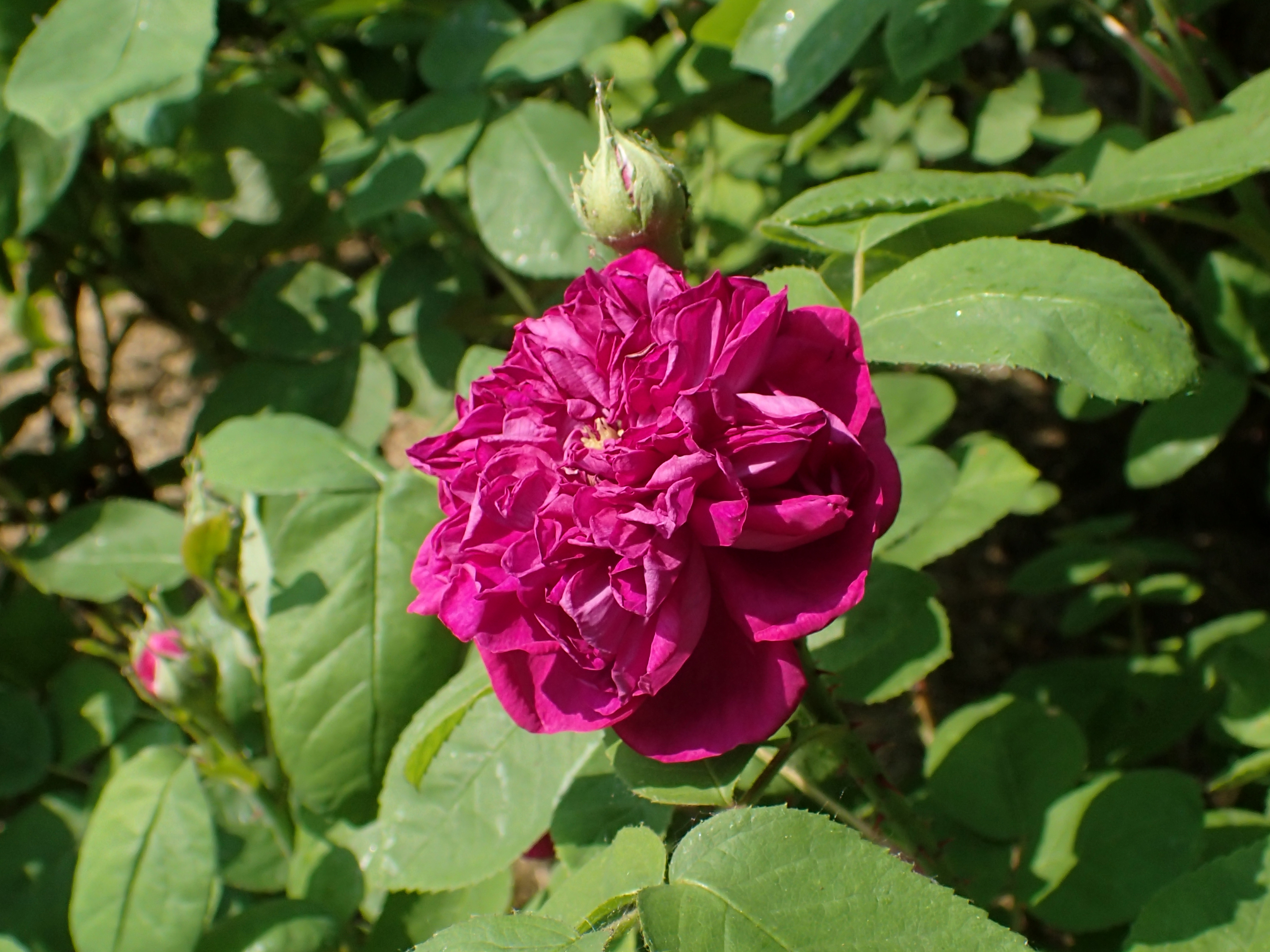
'Pompon Perpétuel' (Vibert, 1849)
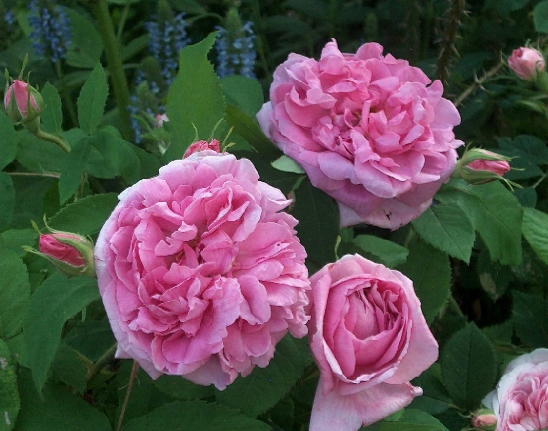
'Madame Knorr' (Victor Verdier, 1855)
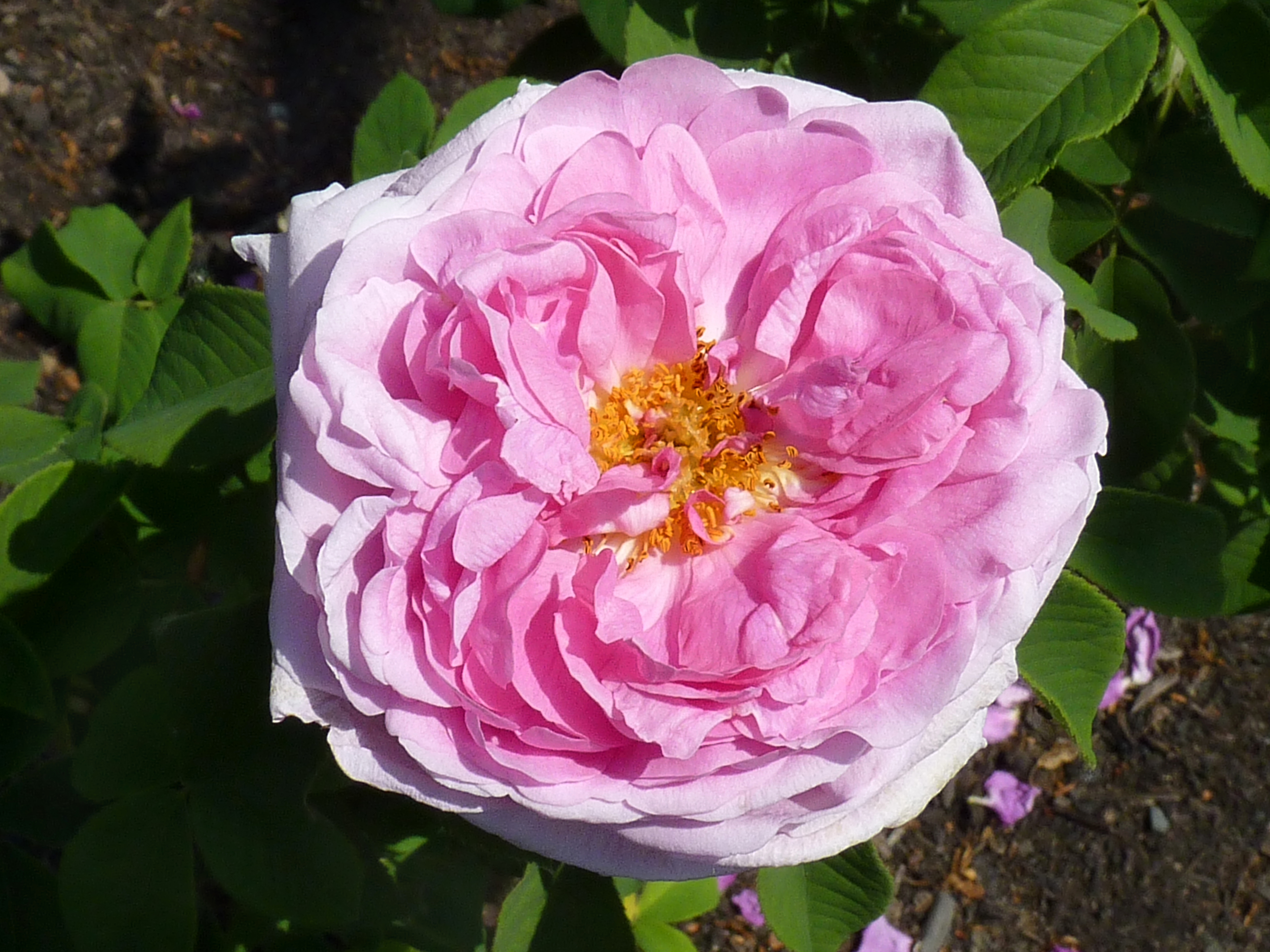
'Comte de Chambord' (Moreau & Robert, voor 1858)
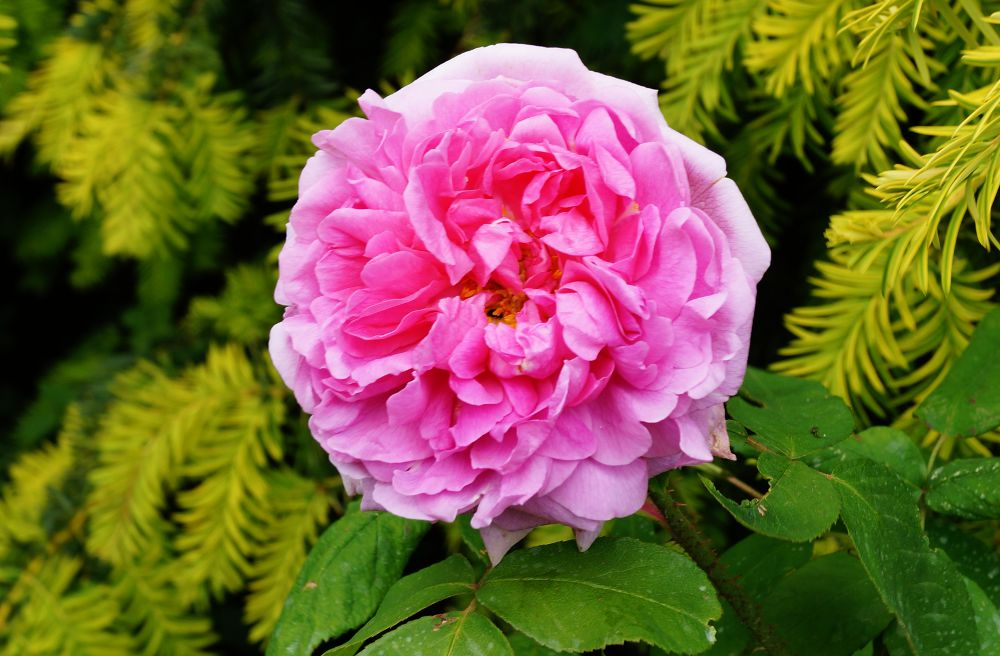
'Madame Boll' (Daniel Boll, 1858)
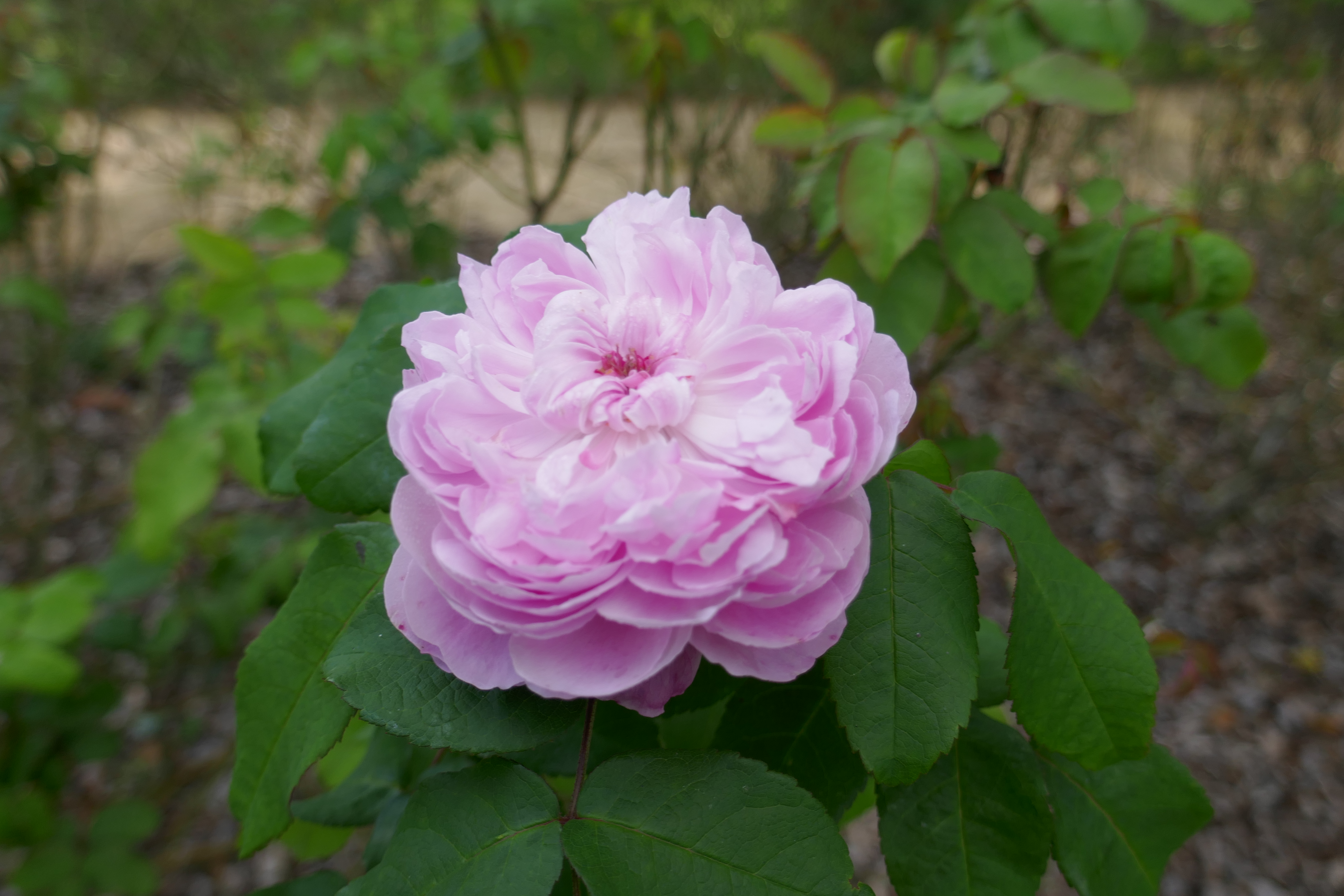
'Pergolèse' (Moreau & Robert, 1860)
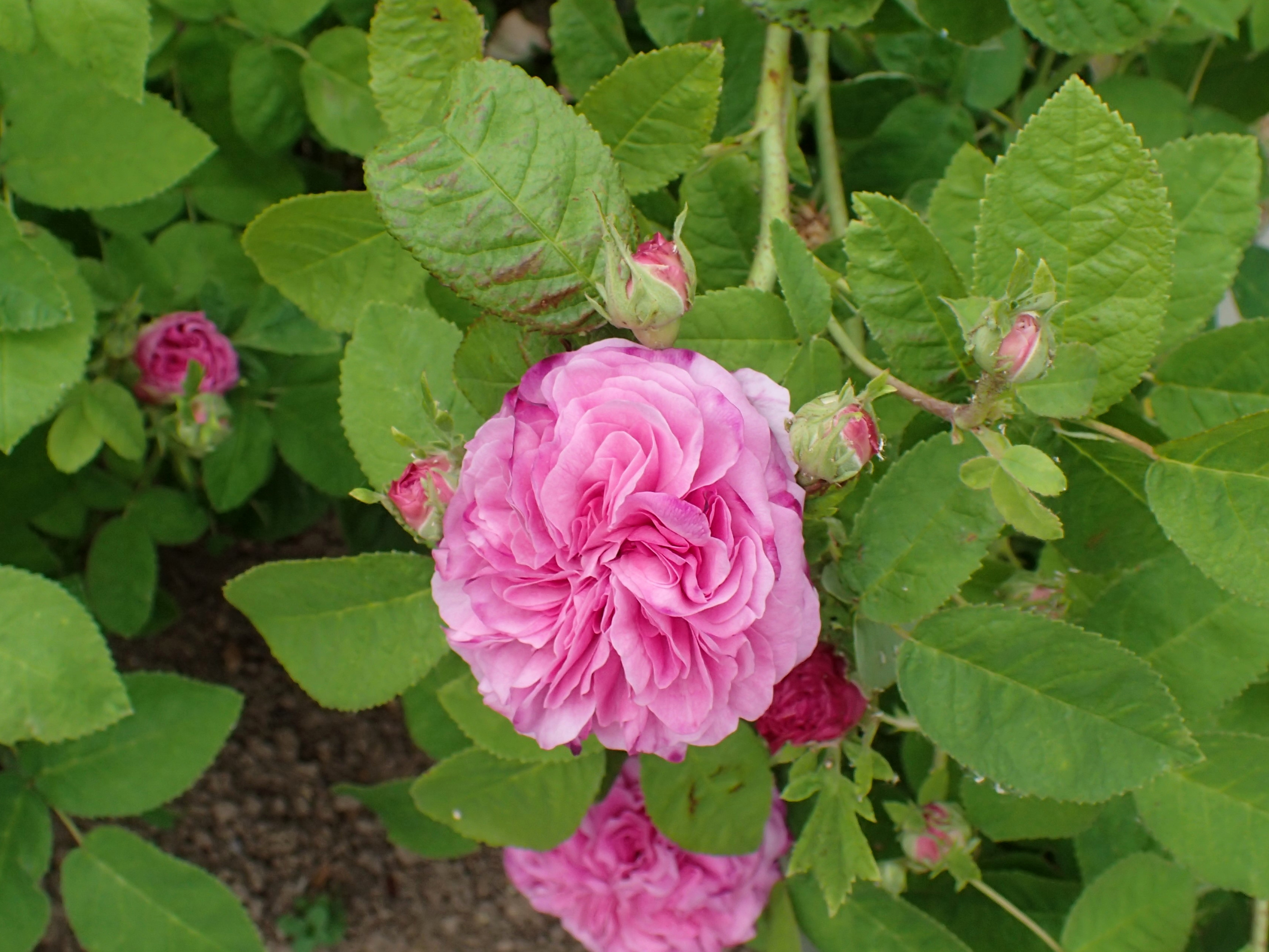
'Delambre' (Moreau & Robert, 1863)
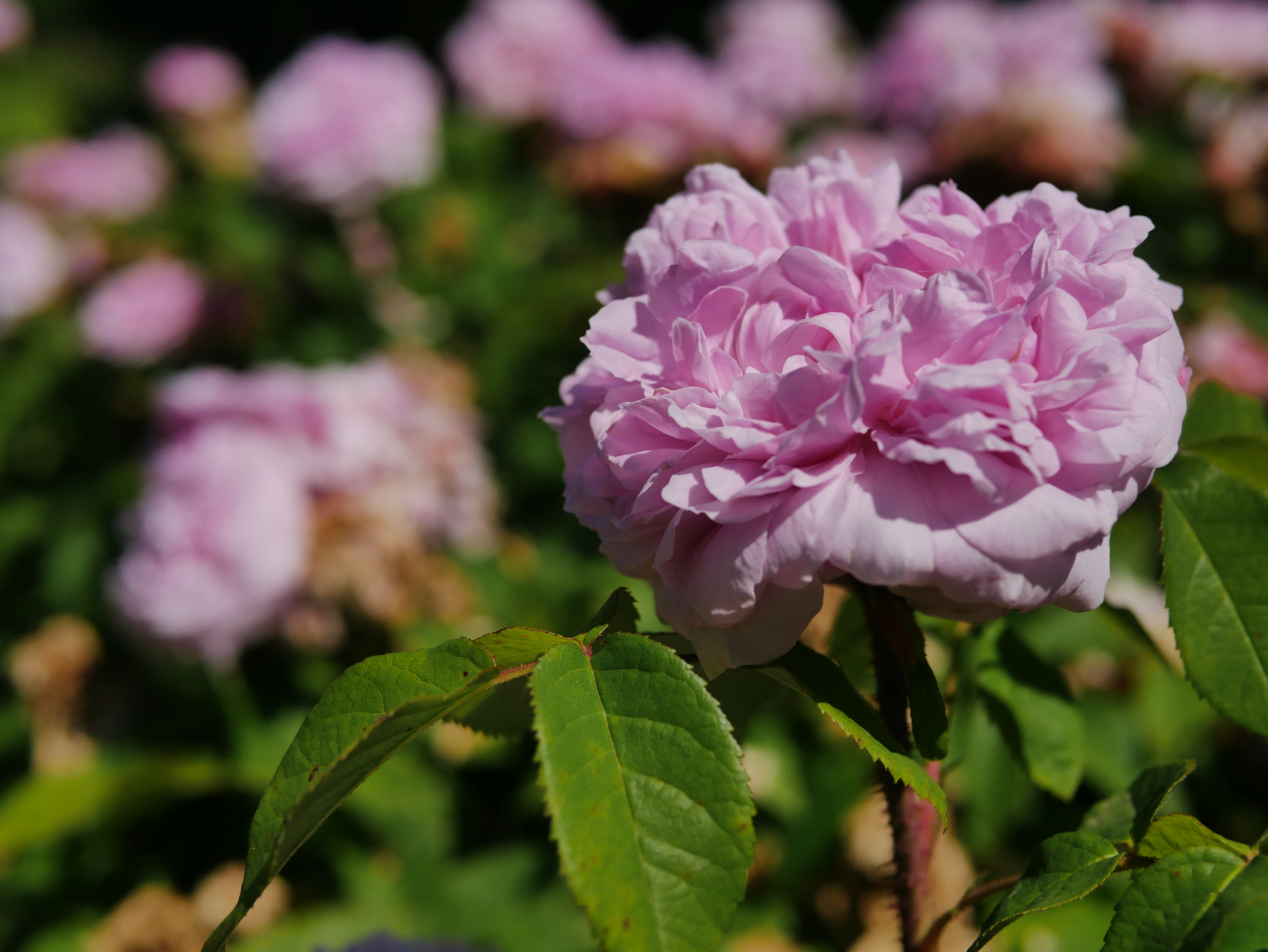
'Jacques Cartier' (Moreau & Robert, 1868)
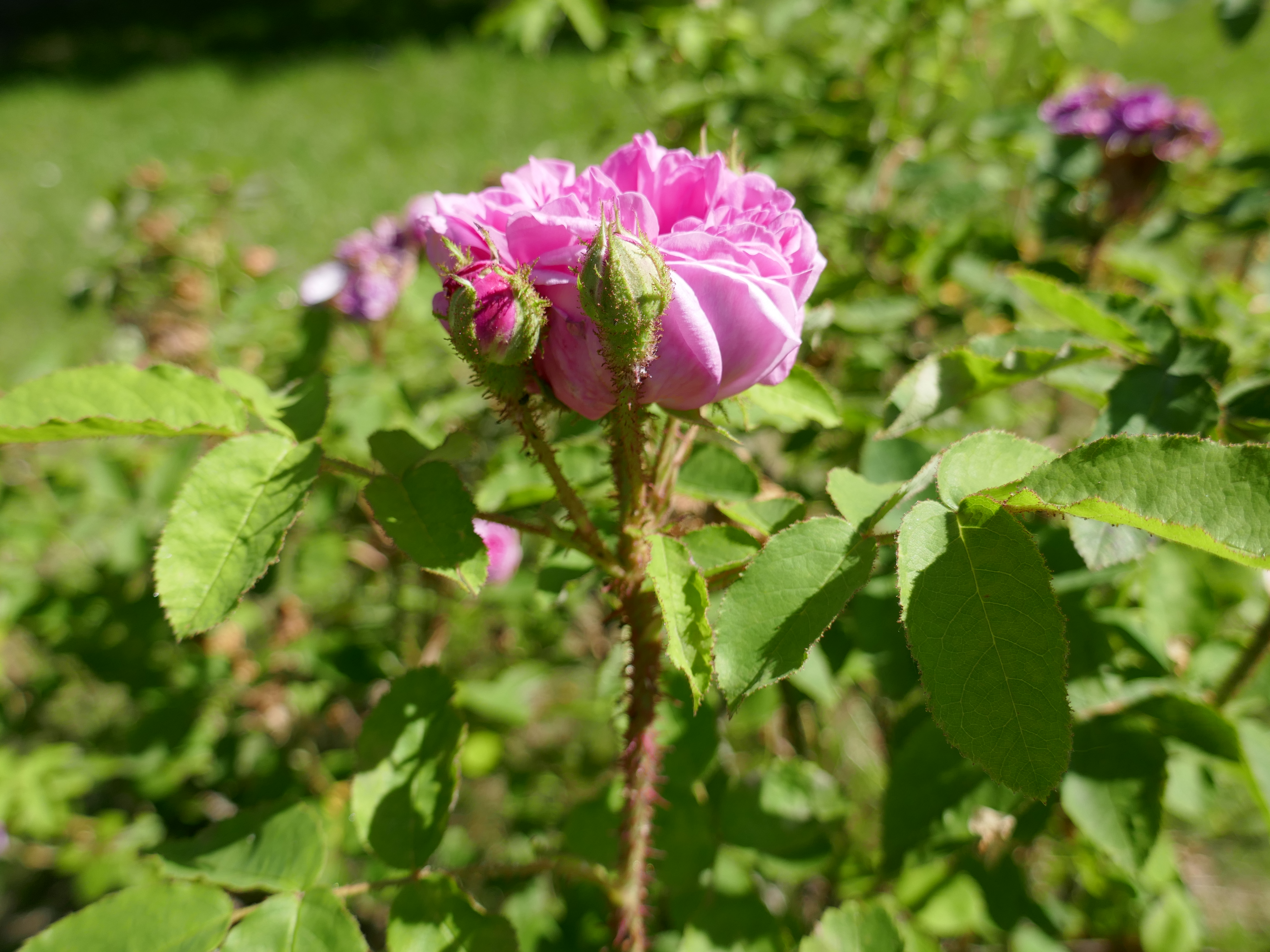
'Miranda' (De Sansal, 1869)
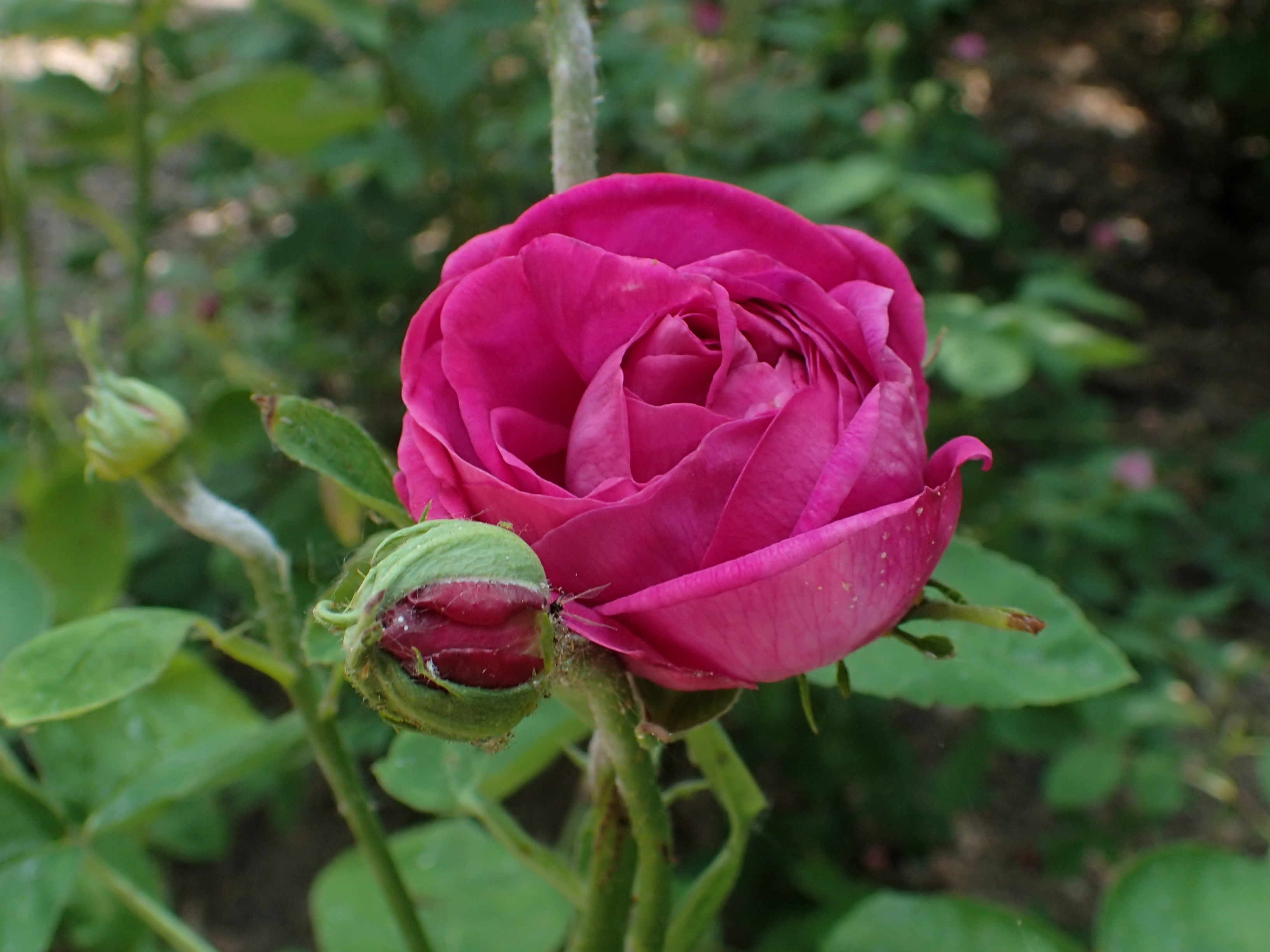
'Rembrandt' (Moreau & Robert, 1883)
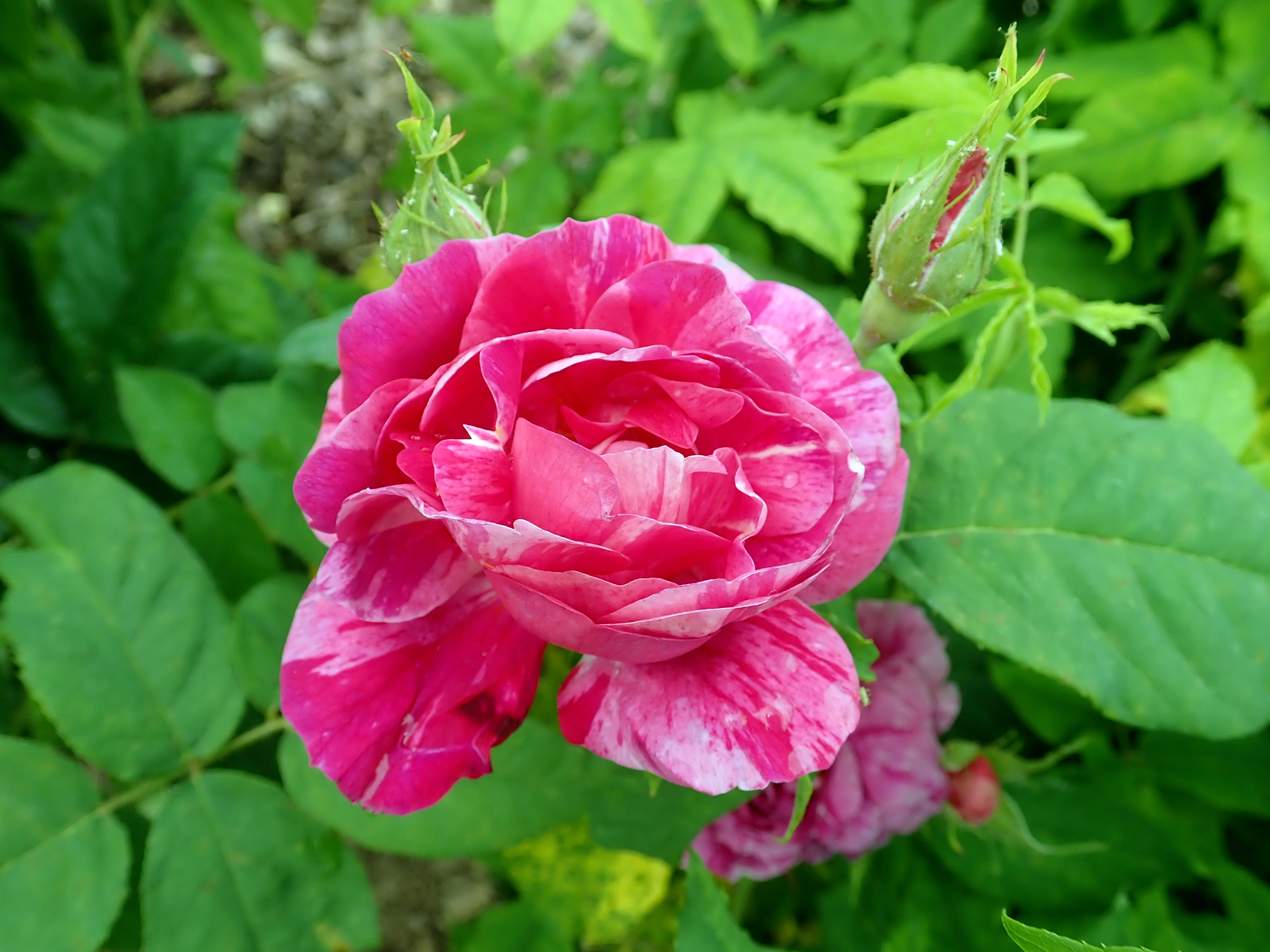
'Panachée de Lyon' (Dubreuil, 1895)
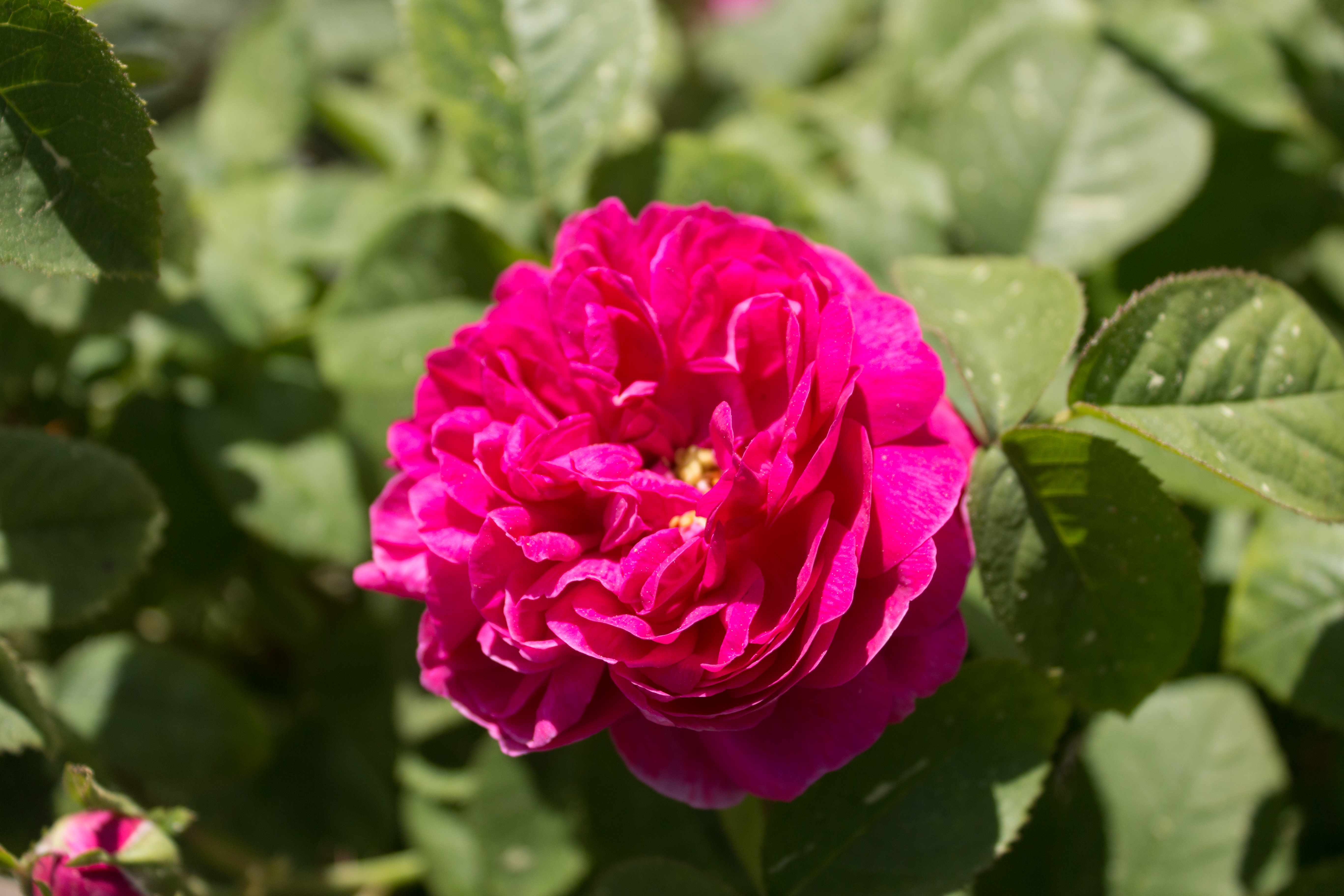
'Rose de Rescht' (onbekend, voor 1900)